# Castell de Cervera
El castell de Cervera és un edifici de Cervera (Segarra) declarat bé cultural d'interès nacional. Està situat a l'extrem sud-oest de la vila, damunt un tossal anomenat Montseré que domina la vall del riu d'Ondara.

## Història
Castell termenat, documentat per primera vegada el 1026 en què la comtessa Ermessenda de Carcassona i el seu fill el comte Berenguer Ramon I feren donació de la terra erma situada a la marca del comtat d'Osona amb el puig i el castellar anomenat Cervera, delimitant a més un gran terme en bona part encara en mans sarraïnes, a tres famílies. Es devia tractar de Bernat Guifré de Balsareny i esposa Sança, Guinedella i els seus fills Miró, Guislabert i Amat i Bonfill Sanç de Llobera i esposa Amaltruda, filla dels vescomtes de Cardona. Aquestes tres famílies protagonitzaren l'aprisió del lloc i la construcció d'una torre o fortalesa al puig de Cervera. Sembla, però, que la repoblació no es consolidà i l'indret fou abandonat.

### Els Cervera
L'any 1050, l'indret apareix en mans dels comtes de Barcelona que en conservaren sempre l'alt domini. El 1067 es documenta la família Cervera com a feudatària del castell. El primer feudatari seria Hug Dalmau, posseïdor de diversos castells com ara el de Ferran, Malacara, i Sant Esteve (actualment Castellfollit de Riubregós), que adoptà el cognom i apareix ja com a Hug Dalmau de Cervera. L'entrada definitiva dels Cervera en la història catalana va començar (1080), sobretot amb Ponç Hug, casat amb Beatriu filla dels vescomtes de Bas.

### El castell al final de l'edat mitjana
Estratègicament situat al camí d'Aragó, el castell apareix desvinculat de la família Cervera des del començament del segle xiv. Fou un castell molt utilitzat pels reis per a sojornar-hi durant els seus viatges o les campanyes militars. Al segle xv es trobava en molt mal estat i consta que els paers de la vila van reclamar al rei que el reparés. Fou restaurat pel rei Joan II: les obres començaren el 1465 i el 1470 encara no havien acabat. Per un inventari del castell del 1482 se sap que constava de: la torre del castlà, la cambra del blat, la cambra del "cargol dalt", la recambra de la xemeneia, la cambra major de la xemeneia, la sala, el pastador, la capella, cisterna, la cambra de sobre l'església, la torre d'homenatge, la garita nova, l'estable, la cambra de Joan el Caçador, el forn, el pati davant la porta del castell, el celler del vi blanc, el celler major, la pallissa, la ferreria i la cambra de sobre la ferreria.
Fou destruït el segle xix tot i que els vestigis del castell encara es podien veure a mitjan segle xx, moment en què es va acabar d'ensorrar. Ara queden sols vestigis dels murs i la planta.

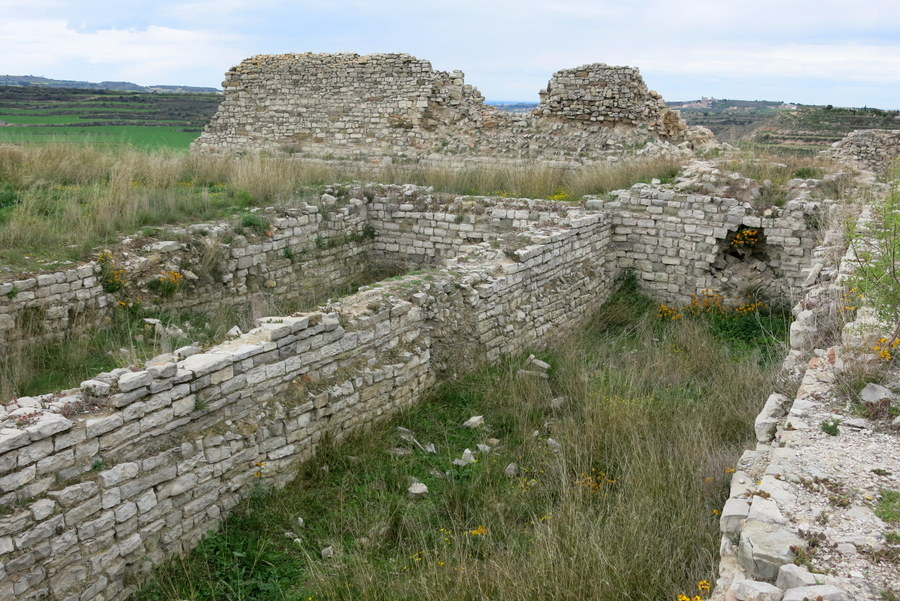
Castell de Cervera. (2018)

## Arquitectura
Actualment, romanen unes restes reduïdes de l'antic castell en el qual es practicà una excavació arqueològica l'any 1991. S'hi endevina un recinte ampli amb una planta gairebé quadrada, que devia tenir una torre circular a cadascun dels quatre angles. La façana occidental, la millor conservada, fa poc més de 35 m de llarg, és acabada amb sengles torres d'angle i mostra algunes obertures. Dels dos extrems, nord-oest i sud-oest, a tocar de les torres arrencaven, cap a ponent, les muralles que circumdaven la població de Cervera als darrers segles medievals. Cap al nord passaven per darrere de Sant Domènec i es dirigien vers l'església de Sant Magí on hi havia un dels portals. Per la cara sud les restes del castell queden adossades a construccions particulars d'usos diversos
Al mur perimetral oest hi ha una base d'1,5 m d'alçada construïda sobre la roca i feta de manera irregular. El tram superior corresponent als 1,5 a 3 m és fet de carreus no gaire grossos units amb morter de calç i col·locats en filades horitzontals.
A l'interior del clos del castell hi ha un mur que va d'est a oest, amb una llargada almenys de 24 m i un gruix de 155 cm. Era fet amb bons carreus força escairats no gaire grossos, com els del mur perimetral exterior i col·locats en filades. Als extrems d'aquesta paret transversal hi arrencaven sengles murs que es dirigien cap al nord fets amb un aparell constructiu molt semblant. Uns metres cap al sud hi ha un altre mur transversal més estret (70 cm) i fet menys acuradament.
És possible que algunes d'aquestes parets corresponguin al castell fet el segle xi, Les torres són molt posteriors al recinte. Foren bastides en un moment tardà de l'edat mitjana.
El sector est del recinte del castell ha estat usat fins fa molt poc com a escorxador i està molt malmès. Caldria una campanya d'excavacions de tot el conjunt perimetral per a poder reconstruir amb exactitud la planta del castell primitiu.